# Aurimas Pečkauskas
Aurimas Pečkauskas (ur. 13 czerwca 1987 w m. Tilvikai w rejonie kłajpedzkim) – litewski lekarz, w latach 2021–2024 wiceminister zdrowia, w 2024 minister zdrowia.

## Życiorys
W 2012 ukończył studia medyczne na Litewskim Uniwersytecie Nauk o Zdrowiu. W 2016 na tej samej uczelni uzyskał specjalizację z anestezjologii. Podjął praktykę w zawodzie lekarza. Był też nauczycielem akademickim na macierzystej uczelni. Zawodowo związany głównie ze szpitalem uniwersyteckim w Kownie, w latach 2020–2021 pełnił w nim funkcję zastępcy dyrektora ds. medycznych.
W 2021 powołany na stanowisko wiceministra w resorcie zdrowia. W sierpniu 2024 objął kierownictwo tego ministerstwa w rządzie Ingridy Šimonytė. Zakończył urzędowanie wraz z całym gabinetem w grudniu tegoż roku.